# Planeta hinchado

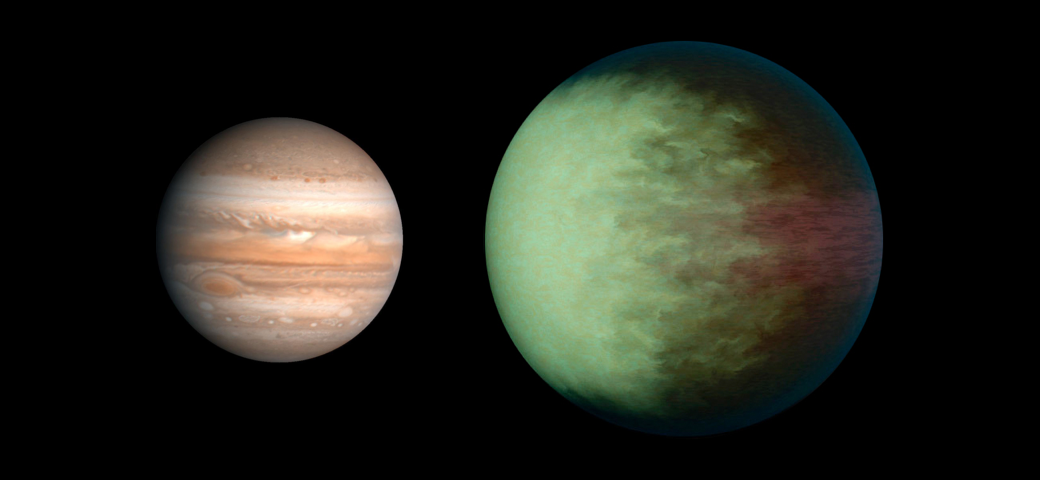
A pesar de que Kepler-7b es sólo la mitad de masivo que Júpiter, es ocho veces más voluminoso.

Los gigantes de gas con un radio grande y muy baja densidad son a veces llamados planetas hinchados o Saturnos calientes, debido a su densidad similar a la Saturno. Los planetas hinchados pueden orbitar cerca de su estrella. El intenso calor de la estrella y calentamiento interno del planeta expandirán la atmósfera de éste. Seis planetas de gran radio y baja densidad han sido detectados mediante el método de tránsito: HAT-P-1b, COROT-1b, TrES-4, WASP-12b, WASP-17b, y Kepler-7b. Algunos Júpiter calientes detectados mediante Velocidad Radial podrían ser planetas hinchados. La mayoría de estos planetas están por debajo de dos veces la masa de Júpiter.